# 中山雄太
中山雄太（日语：なかやま ゆうた，1997年2月16日—），日本足球運動員，現效力於日本甲組職業足球聯賽球會町田澤維亞，司職後衛，日本國家足球隊成員。

## 俱樂部生涯
中山雄太的父母都是老师，他从小学一年级时开始踢球，当时加入了龙崎市北文间小学的体育社团。2011年时他还只是作为龙崎市爱宕初中校队的一名学生，中山雄太因为在与柏雷素尔U-15代表队比赛时表现出色，在初中三年级时加入了柏雷素爾的青训系统。而且中山雄太从小学开始一直练了多年的钢琴，在中学还是班长以及学校合唱团的指挥。
在柏雷素尔青年队，中山雄太几乎踢遍了中后场除门将以外的所有位置。2013年，高中二年级的中山雄太作为二种登录选手进入柏雷素尔一队，而在高三时他又率领球队拿到了高元宫杯U18超级联赛东部赛区的冠军，这也是柏雷素尔青年队历史上的首次冠军。
2015年，當時只有18岁的中山雄太就已經正式进入柏雷素尔一队，他代表球队的首秀是当年亚冠小组赛第六轮与平阳比金邁足球会的比赛。随后他还在与广州恒大的半决赛中有过出战。只不过当时柏雷素尔被恒大淘汰，而那个赛季恒大也最终在斯科拉里的率领下第二次夺得了亚冠冠军。
2016年，他和青年队的队友中谷进之介直接被自己的恩师提拔成为球队的主力中卫。从那时开始，柏太阳神就制造了史上最年轻的主力中卫组合：1996年出生的中谷进之介和1997年出生的中山雄太。
2017年12月21日，第50届日本内阁总理大臣杯日本职业体育大奖盛典举行，中山雄太获得了日本职业体育最佳新人奖。而在之前的12月5日在日职联赛年度颁奖典礼上，中山雄太也获得了最佳年轻球员的奖项。
2018年赛季降入日乙联赛球队柏雷素尔官方宣布，球队后卫中山雄太转会去到了荷甲球队兹沃勒。
3月底的荷甲第27轮，中山雄太替补登场完成荷甲首次亮相，并在2018年赛季最后两轮首发打满180分钟。2019年赛季前两轮中山也是首发打满全场，逐渐成为球队主力。
荷甲第3轮兹沃勒主场迎战鹿特丹斯巴达，后卫中山雄太本赛季首次先发，并在第71分钟打入1球，帮助球队4:0大胜对手。赛后中山雄太获得全场最佳。
2022年7月15日，英冠球队哈德斯菲尔德正式宣布日本后卫中山雄太加盟球队，双方签下一份为期两年的合约。

## 國家隊生涯
中山雄太是U19国家队的主力球员，在今年的亚洲U19锦标赛中，作为球队的主力帮助球队夺取冠军，并打入了明年的U20世界杯。
在2017年5月的韩国国际足总U20世界杯上，中山雄太与好友富安健洋一起组成了日本U20足球代表队的中卫组合，小组赛1胜1平1负闯入16强，在1/8决赛最终负于赛事最后的亚军委内瑞拉，日本队踢了四场比赛，中山雄太在其中的三场作为队长出战。
2019年夏天他参加2019年美洲杯并在对阵智利首发出场。
2019年U23亚洲杯预选赛比赛中，日本U22队以7-0大胜缅甸U22队，前田大然上演帽子戏法，中山雄太和岩崎悠人各入两球，U22日本代表在取得三场大胜的同时顺利晋级U23亚洲杯正赛。
2022年11月1日，中山雄太入選日本國家隊2022年卡達世界盃26人大名單。然而因在賽前受傷，中山雄太退出了該屆世界盃的大名單，改由町野修斗代替其出戰。

## 外部連結
- Soccerway資料庫：中山雄太
- 中山雄太 – FIFA國際賽競賽紀錄 (存檔)
- 日本職業足球聯賽中的中山雄太 （日語）
- Profile at Kashiwa Reysol（页面存档备份，存于）
- 中山雄太在 National-Football-Teams.com 上的出场纪录